# Pequena Alemanha

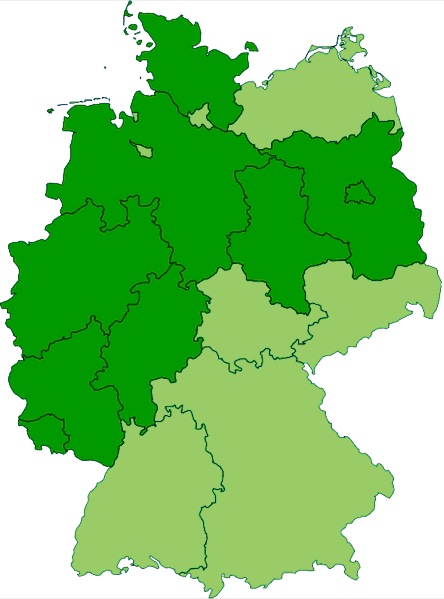
Atuais estados da Alemanha que eram completamente ou na maioria situados dentro das fronteiras do Reino da Prússia

Pequena Alemanha (em alemão: Kleindeutschland) foi uma ideia política do século XIX que advogada por uma Alemanha unificada consistindo de membros da Confederação Germânica, liderada pela Prússia, mas que excluía o Império Austríaco. Nas discussões parlamentares ocorridas na primeira metade do século, foi apresentada a Pequena Solução Alemã (Kleindeutsche Lösung) que se contrapunha à Grande Solução Alemã (Großdeutsche Lösung) que advogada pela Grande Alemanha (Großdeutschland) englobando a Áustria. Ao fim e ao cabo, venceu a resolução da Pequena Alemanha como defendia o partido de Otto von Bismarck.